# (7684) Marioferrero
(7684) Marioferrero (1997 EY) – planetoida z pasa głównego asteroid okrążająca Słońce w ciągu 4,67 lat w średniej odległości 2,79 j.a. Odkryta 3 marca 1997 roku.